# Yu Menglong
Yu Menglong (Chino: 于朦胧), también conocido como Alan Yu, es un actor, cantante y director chino, conocido por haber interpretado al Príncipe en la serie Go Princess Go y a Bai Zhen en la serie Eternal Love.

## Biografía
Estudió en el "Beijing Institute of Performing Arts".

## Carrera
Es miembro de la agencia "EE-Media".
En 2010 participó en el programa de concurso de canto Super Boy, sin embargo fue eliminado. Más tarde regresó al programa como concursante en el 2013, donde quedó como uno de los Top 10 concursantes.
El 13 de diciembre del 2015 se unió al elenco principal de la serie web Go Princess Go donde dio vida al Noveno Príncipe, hasta el final de la serie ese mismo año.
El 30 de enero del 2017 se unió al elenco de la popular serie Eternal Love donde dio vida a Bai Zhen, el cuarto hijo del Rey Zorro y el hermano mayor de Bai Qian (Yang Mi), hasta el final de la serie el 1 de marzo del mismo año.
El 18 de febrero del mismo año apareció como invitado en el popular programa chino Happy Camp junto a Dilraba Dilmurat, Xi Mengyao, Sheng Yilun, Sun Jian, Wei Daxun, Yang Di y X-NINE.
En agosto del mismo año se unió al elenco principal de la serie Xuan-Yuan Sword: Han Cloud donde interpretó a Muyun, uno de los dos espíritus espada y el líder del "Bronze Bird", un hombre frío pero persistente y sincero con los que ama, que después de perder el contacto con su familia se convierte en el discípulo de Zhang Han (Joe Ma), hasta el final de la serie en diciembre del mismo año.
El 17 de septiembre del 2018 se unió al elenco recurrente de la serie All Out of Love, donde dio vida a Cheng Tianen, el hermano de Cheng Tianyou (Wallace Chung), un joven que padece una severa discapacidad física debido a un accidente que le ocurrió de pequeño cuando jugaba con su hermano Cheng Tianyou (Wallace Chung), por lo que lo culpa, hasta el final de la serie el 1 de noviembre del mismo año.
El 3 de abril del 2019 se unió al elenco principal de la serie The Legend of White Snake donde interpretó a Xu Xian, hasta el final de la serie el 3 de mayo del mismo año.
El 3 de noviembre del mismo año se unió al elenco principal de la serie Who's Not Rebellious Youth donde dio vida a Lu Xiang, quien debido a una circunstancia imprevista debe asumir la identidad de su hermano y trabajar como gerente de alto nivel en una empresa de videojuegos, sin embargo su principal problema es que él no sabe nada sobre la gestión empresarial, hasta el final de la serie el 10 de diciembre del mismo año.
El 27 de noviembre del mismo año se unió al elenco de la serie Unstoppable Youth donde interpretó a Fu Anyan, hasta el final de la serie el 2 de enero del 2020.
El 21 de febrero del 2020 se unió elenco principal de la serie The Love Lasts Two Minds (previamente conocida como "Past Life and Life") donde dio vida a Jing Ci, hasta el final de la serie el 22 de marzo del mismo año.
El 6 de octubre del mismo año se unirá al elenco principal de la serie The Moon Brightens For You (明月曾照江东寒) donde interpretará a Lin Fang.
Ese mismo año se unirá al elenco principal de la serie The Fated General donde dará vida a Li Gan, el tercer hijo del general Li Guang (Guo Minghan), un general consumado que ha liderado varias victorias en el campo de batalla durante la Guerra Han-Xiongnu.

## Filmografía

### Series de televisión
| Año             | Título                     | Personaje    | Notas        |
| --------------- | -------------------------- | ------------ | ------------ |
| 2020 - presente | The Fated General          | Li Gan       |              |
| 2020 - presente | The Moon Brightens For You | Lin Fang     |              |
| 2020            | The Love Lasts Two Minds   | Jing Ci      | 36 episodios |
| 2019 - 2020     | Unstoppable Youth          | Fu Anyan     | 40 episodios |
| 2019            | Who's Not Rebellious Youth | Lu Xiang     | 44 episodios |
| 2019            | The Legend of White Snake  | Xu Xian      | 36 episodios |
| 2018            | All Out of Love            | Cheng Tianen |              |
| 2017            | Xuan-Yuan Sword: Han Cloud | Muyun        |              |
| 2017            | Eternal Love               | Bai Zhen     | 59 episodios |
| 2015            | Go Princess Go             | 9.º Príncipe | -            |
| 2014            | My Loving Home             | Xia Xingchen | -            |

### Películas

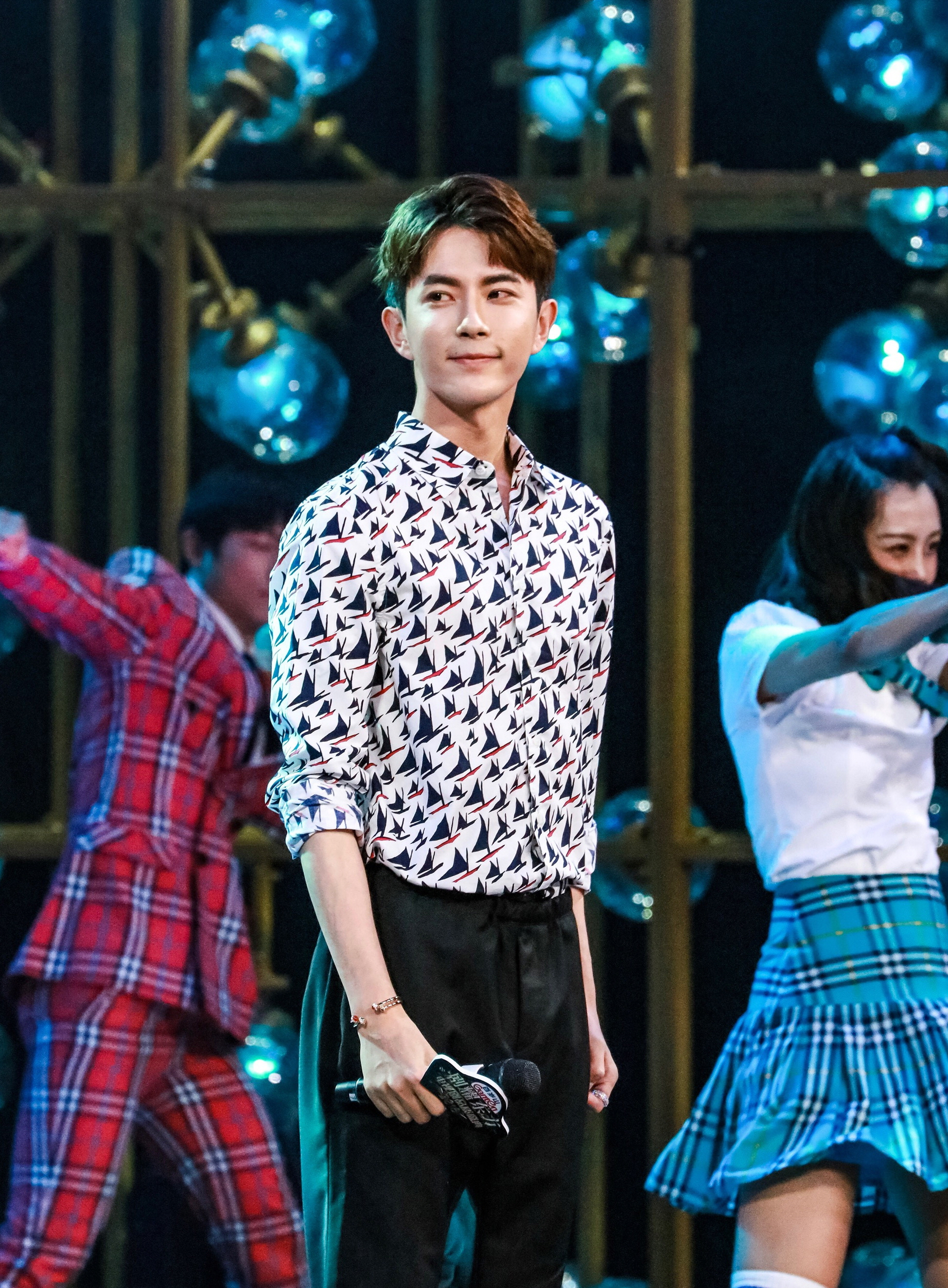
Yu Menglong en el 2018.

| Año  | Título                                             | Personaje     | Notas             |
| ---- | -------------------------------------------------- | ------------- | ----------------- |
| 2017 | Intrude The Widow Village at Midnight (夜闯寡妇村) | Tan Gang      |                   |
| 2016 | For Love to Let Go (为爱放手)                      | Mu Qi         |                   |
| 2016 | Warrant the Reborn (催命符)                        | Joven Maestro |                   |
| 2016 | Love Studio (同城邂逅)                             | Tian Hao      |                   |
| 2016 | Shi Jie La Ma Da (世界辣么大)                      | Duan Yafu     | junto a Alen Fang |
| 2015 | Love Has Been Here Before (听说爱情回来过)         | Long Long     |                   |
| 2015 | Dream Come True (一刻十年)                         | Ma Meng       |                   |
| 2014 | Young Adult (成人记2)                              | Calvin        |                   |
| 2014 | Temporary Family (失戀急讓)                        | -             | (cameo)           |
| 2014 | The Rules (丛林游戏)                               | Xiao Xia      |                   |
| 2012 | The Changing Times (变幻的年代)                    | -             | corto             |
| 2011 | Little Prince (纵身一跃)                           | -             | corto             |

### Documental
| Año  | Título                               | Personaje   | Notas                                                                    |
| ---- | ------------------------------------ | ----------- | ------------------------------------------------------------------------ |
| 2013 | I Am Here (No Zuo No Die / 我就是我) | Yu Menglong | junto a Oho Ou, Hua Chenyu, Pax Congo, He Jiong, Ning Huanyu y Fan Shiqi |

### Programa de variedades
| Año                    | Programa             | Notas                  |
| ---------------------- | -------------------- | ---------------------- |
| 2016, 2017, 2018, 2020 | Happy Camp           | 5 episodios - invitado |
| 2019                   | Love Timing          |                        |
| 2017, 2019             | Ace vs Ace           | ep. #2.01 - invitado   |
| 2017                   | 72 Floors of Mystery | ep. #2 - invitado      |
| 2016                   | Yummy! Yummy!        | ep. #7 - invitado      |
| 2010, 2013             | Super Boy            | concursante            |
| 2007                   | My Show! My Style!   | participante           |

### Revistas / sesiones fotográficas
| Año  | Título             | Notas                                                                           |
| ---- | ------------------ | ------------------------------------------------------------------------------- |
| 2020 | Loading Magazine   | (publicación de julio)                                                          |
| 2020 | VogueMe            | (publicación de febrero) - junto a Mu Ziyang, Yao Chen, Zhang Yanqi y Zhao Rang |
| 2020 | Lifestyle Magazine | (publicación #2311)                                                             |
| 2019 | Nylon China        | (publicación de noviembre)                                                      |
| 2019 | In Famous Magazine |                                                                                 |
| 2019 | L’Officiel X       |                                                                                 |
| 2019 | Size Magazine      |                                                                                 |

### Director

#### Videos musicales
| Año  | Artista       | Canción                                           | Notas |
| ---- | ------------- | ------------------------------------------------- | ----- |
| 2016 | Alan Yu       | Gaze (凝视)                                       |       |
| 2015 | Alan Yu       | Sleep Walk (梦游)                                 |       |
| 2015 | Alan Yu       | Go Home and have the Spring Festival (回家过年吧) |       |
| 2014 | Yoyo Lee      | An Unchanging Promise (不变的承诺)                |       |
| 2012 | Zing Chou     | Hidden Regret (暗藏后悔)                          |       |
| 2012 | Wang Qingqing | Under the Flowers and Moon (花前月下)             |       |
| 2011 | Huang Zhibo   | Warm Happiness (幸福余温)                         |       |
| 2010 | Deanna Ding   | 61 Seconds (61秒)                                 |       |

### Eventos
| Año  | Título                                                                  | Notas |
| ---- | ----------------------------------------------------------------------- | ----- |
| 2020 | China Federation of Literary and Art Circles’ 2020 Spring Festival Gala |       |
| 2019 | 2019 Robb Report Best of the Best Gala                                  |       |
| 2019 | The 4th Golden Bud Network Film and Television Festival                 |       |
| 2019 | 2019 Ifeng Fashion Choice                                               |       |
| 2019 | I Love You China                                                        |       |

## Discografía

### Álbumes
| Año  | Álbum                 | Notas |
| ---- | --------------------- | ----- |
| 2017 | Yu Meng Long (于朦胧) | -     |
| 2015 | Toy (玩具)            | -     |

### Singles
| Año  | Canción                                              | Álbum                                | Notas                                                              |
| ---- | ---------------------------------------------------- | ------------------------------------ | ------------------------------------------------------------------ |
| 2018 | "Mirror" (镜)                                        | -                                    |                                                                    |
| 2017 | "Half" (一半)                                        | OST de "Xuan-Yuan Sword: Han Cloud"  |                                                                    |
| 2015 | "Father and Mother" (老爸老妈)                       | -                                    |                                                                    |
| 2015 | "This Young" (就这Young)                             | Canción temática de "Super Boy 2015" | junto a los 10 mejores concursantes de "Super Boy 2013"            |
| 2015 | "Go Home and have the Spring Festival" (回家过年吧)  | -                                    |                                                                    |
| 2014 | "Every Star" (每一颗星辰)                            | OST de "No Zuo No Die"               |                                                                    |
| 2013 | "Just Nice" (刚好)                                   | "Do You Dare to Chase Your Dream"    | álbum recopilatorio de los Top 12 concursantes de "Super Boy 2013" |
| 2013 | "Chasing dream with a Child-like Heart" (追梦赤子心) | Canción temática de "Super Boy 2013" | junto a los 10 mejores concursantes                                |
| 2013 | "Whirlpool" (漩涡)                                   | "Lost World"                         | junto a Sandee Peng                                                |
| 2011 | "The Little Prince" (纵身一跃)                       | OST de "The Little Prince"           | junto a Cho Hye-sun                                                |

### Otras canciones
| Año  | Título | Álbum                                                  | Notas                                                                                 |
| ---- | ------ | ------------------------------------------------------ | ------------------------------------------------------------------------------------- |
| 2020 | 战疫   | Lanzado por China Federation of Literary & Art Circles | (Canción para apoyar a quienes luchan contra el coronavirus) - junto a otros artistas |

## Premios y nominaciones
| Año  | Categoría                       | Premio                                      | Trabajo | Resultado |
| ---- | ------------------------------- | ------------------------------------------- | ------- | --------- |
| 2018 | Quality New Star Award          | 3rd China Television Drama Quality Ceremony | -       | Ganó      |
| 2017 | New Artist Award                | Weibo TV Online Video Award Ceremony        | -       | Ganó      |
| 2017 | Most Popular All-Rounded Artist | Asian Music Gala                            | -       | Ganó      |